# Tetrix tinkhami
Tetrix tinkhami är en insektsart som beskrevs av Zheng, Z. och Liang 1998. Tetrix tinkhami ingår i släktet Tetrix och familjen torngräshoppor. Inga underarter finns listade i Catalogue of Life.